# Solenanthus karateginus
Solenanthus karateginus är en strävbladig växtart som beskrevs av Vladimir Ippolitovich Lipsky. Solenanthus karateginus ingår i släktet Solenanthus och familjen strävbladiga växter. Inga underarter finns listade i Catalogue of Life.